# EPrix van Monte Carlo 2024
De ePrix van Monte Carlo 2024 werd gehouden op 27 april 2024 op het Circuit de Monaco. Dit was de achtste race van het tiende Formule E-seizoen.
De race werd gewonnen door Jaguar-coureur Mitch Evans, die zijn eerste zege van het seizoen behaalde. Zijn teamgenoot Nick Cassidy werd tweede, terwijl DS-rijder Stoffel Vandoorne derde werd.

## Vervanging
In de eerste vrije training brak McLaren-coureur Sam Bird zijn hand bij een ongeluk. Voor de rest van het raceweekend werd hij vervangen door reservecoureur Taylor Barnard.

## Kwalificatie

### Groepsfase
De top vier uit iedere groep kwalificeerde zich voor de knockoutfase.
Groep A
| Pos | No | Coureur                | Team             | Tijd     |
| --- | -- | ---------------------- | ---------------- | -------- |
| 1   | 9  | Mitch Evans            | Jaguar           | 1:30.697 |
| 2   | 94 | Pascal Wehrlein        | Porsche          | 1:30.851 |
| 3   | 7  | Maximilian Günther     | Maserati         | 1:31.058 |
| 4   | 13 | António Félix da Costa | Porsche          | 1:31.068 |
| 5   | 4  | Robin Frijns           | Envision-Jaguar  | 1:31.070 |
| 6   | 3  | Sérgio Sette Câmara    | ERT              | 1:31.188 |
| 7   | 21 | Nyck de Vries          | Mahindra         | 1:31.279 |
| 8   | 22 | Oliver Rowland         | Nissan           | 1:31.347 |
| 9   | 11 | Lucas di Grassi        | Abt-Mahindra     | 1:31.349 |
| 10  | 17 | Norman Nato            | Andretti-Porsche | 1:31.353 |
| 11  | 51 | Nico Müller            | Abt-Mahindra     | 1:31.907 |

Groep B
| Pos | No | Coureur           | Team             | Tijd     |
| --- | -- | ----------------- | ---------------- | -------- |
| 1   | 2  | Stoffel Vandoorne | DS               | 1:30.593 |
| 2   | 37 | Nick Cassidy      | Jaguar           | 1:30.785 |
| 3   | 16 | Sébastien Buemi   | Envision-Jaguar  | 1:30.811 |
| 4   | 25 | Jean-Éric Vergne  | DS               | 1:30.848 |
| 5   | 18 | Jehan Daruvala    | Maserati         | 1:31.010 |
| 6   | 48 | Edoardo Mortara   | Mahindra         | 1:31.042 |
| 7   | 23 | Sacha Fenestraz   | Nissan           | 1:31.083 |
| 8   | 5  | Jake Hughes       | McLaren-Nissan   | 1:31.149 |
| 9   | 1  | Jake Dennis       | Andretti-Porsche | 1:31.370 |
| 10  | 33 | Dan Ticktum       | ERT              | 1:31.600 |
| 11  | 8  | Taylor Barnard    | McLaren-Nissan   | 1:32.323 |

### Knockoutfase
De combinatie letter/cijfer staat voor de groep waarin de betreffende coureur uitkwam en de positie die hij in deze groep behaalde.
|  | Kwartfinale            | Kwartfinale       |                 |          | Halve finale | Halve finale |  |  | Finale | Finale |
|  |                        |                   |                 |          |              |              |  |  |        |        |
|  |                        |                   |                 |          |              |              |  |  |        |        |
|  | A3-A2                  |                   |                 |          |              |              |  |  |        |        |
|  |                        |                   |                 |          |              |              |  |  |        |        |
|  | Maximilian Günther     | 1:30.425          |                 |          |              |              |  |  |        |        |
|  | Maximilian Günther     | 1:30.425          | K1-K2           |          |              |              |  |  |        |        |
|  | Pascal Wehrlein        | 1:29.886          |                 |          |              |              |  |  |        |        |
|  | Pascal Wehrlein        | 1:29.886          | Pascal Wehrlein | 1:29.759 |              |              |  |  |        |        |
|  | A4-A1                  |                   | Pascal Wehrlein | 1:29.759 |              |              |  |  |        |        |
|  |                        | Mitch Evans       | Geen tijd       |          |              |              |  |  |        |        |
|  | António Félix da Costa | Mitch Evans       | Geen tijd       | 1:30.341 |              |              |  |  |        |        |
|  | António Félix da Costa |                   | H1-H2           | 1:30.341 |              |              |  |  |        |        |
|  | Mitch Evans            | 1:29.725          |                 |          |              |              |  |  |        |        |
|  | Mitch Evans            | 1:29.725          | Pascal Wehrlein | 1:29.861 |              |              |  |  |        |        |
|  | B3-B2                  |                   | Pascal Wehrlein | 1:29.861 |              |              |  |  |        |        |
|  |                        | Stoffel Vandoorne | 1:30.304        |          |              |              |  |  |        |        |
|  | Sébastien Buemi        | Stoffel Vandoorne | 1:30.304        | 1:30.140 |              |              |  |  |        |        |
|  | Sébastien Buemi        | K3-K4             |                 | 1:30.140 |              |              |  |  |        |        |
|  | Nick Cassidy           | 1:29.800          |                 |          |              |              |  |  |        |        |
|  | Nick Cassidy           | 1:29.800          | Nick Cassidy    | 1:30.772 |              |              |  |  |        |        |
|  | B4-B1                  |                   | Nick Cassidy    | 1:30.772 |              |              |  |  |        |        |
|  |                        | Stoffel Vandoorne | 1:30.311        |          |              |              |  |  |        |        |
|  | Jean-Éric Vergne       | Stoffel Vandoorne | 1:30.311        | 1:30.119 |              |              |  |  |        |        |
|  | Jean-Éric Vergne       |                   |                 | 1:30.119 |              |              |  |  |        |        |
|  | Stoffel Vandoorne      | 1:30.012          |                 |          |              |              |  |  |        |        |
|  | Stoffel Vandoorne      | 1:30.012          |                 |          |              |              |  |  |        |        |

### Startopstelling
| Pos | No | Coureur                | Team             |
| --- | -- | ---------------------- | ---------------- |
| 1   | 94 | Pascal Wehrlein        | Porsche          |
| 2   | 2  | Stoffel Vandoorne      | DS               |
| 3   | 37 | Nick Cassidy           | Jaguar           |
| 4   | 9  | Mitch Evans            | Jaguar           |
| 5   | 25 | Jean-Éric Vergne       | DS               |
| 6   | 16 | Sébastien Buemi        | Envision-Jaguar  |
| 7   | 13 | António Félix da Costa | Porsche          |
| 8   | 7  | Maximilian Günther     | Maserati         |
| 9   | 4  | Robin Frijns           | Envision-Jaguar  |
| 10  | 18 | Jehan Daruvala         | Maserati         |
| 11  | 3  | Sérgio Sette Câmara    | ERT              |
| 12  | 48 | Edoardo Mortara        | Mahindra         |
| 13  | 21 | Nyck de Vries          | Mahindra         |
| 14  | 23 | Sacha Fenestraz        | Nissan           |
| 15  | 22 | Oliver Rowland         | Nissan           |
| 16  | 5  | Jake Hughes            | McLaren-Nissan   |
| 17  | 11 | Lucas di Grassi        | Abt-Mahindra     |
| 18  | 1  | Jake Dennis            | Andretti-Porsche |
| 19  | 17 | Norman Nato            | Andretti-Porsche |
| 20  | 33 | Dan Ticktum            | ERT              |
| 21  | 51 | Nico Müller            | Abt-Mahindra     |
| 22  | 8  | Taylor Barnard         | McLaren-Nissan   |

## Race
| Pos | No | Coureur                | Team             | Rondes | Tijd/Oorzaak uitval | Grid | Punten |
| --- | -- | ---------------------- | ---------------- | ------ | ------------------- | ---- | ------ |
| 1   | 9  | Mitch Evans            | Jaguar           | 31     | 58:15.455           | 4    | 25     |
| 2   | 37 | Nick Cassidy           | Jaguar           | 31     | +0.946              | 3    | 19     |
| 3   | 2  | Stoffel Vandoorne      | DS               | 31     | +3.835              | 2    | 15     |
| 4   | 25 | Jean-Éric Vergne       | DS               | 31     | +4.799              | 5    | 12     |
| 5   | 94 | Pascal Wehrlein        | Porsche          | 31     | +6.378              | 1    | 13     |
| 6   | 22 | Oliver Rowland         | Nissan           | 31     | +6.792              | 15   | 8      |
| 7   | 13 | António Félix da Costa | Porsche          | 31     | +7.364              | 7    | 6      |
| 8   | 23 | Sacha Fenestraz        | Nissan           | 31     | +7.928              | 14   | 4      |
| 9   | 7  | Maximilian Günther     | Maserati         | 31     | +8.262              | 8    | 2      |
| 10  | 17 | Norman Nato            | Andretti-Porsche | 31     | +9.045              | 19   | 1      |
| 11  | 11 | Lucas di Grassi        | Abt-Mahindra     | 31     | +9.889              | 17   |        |
| 12  | 21 | Nyck de Vries          | Mahindra         | 31     | +10.183             | 13   |        |
| 13  | 33 | Dan Ticktum            | ERT              | 31     | +17.999             | 20   |        |
| 14  | 8  | Taylor Barnard         | McLaren-Nissan   | 31     | +18.128             | 22   |        |
| 15  | 16 | Sébastien Buemi        | Envision-Jaguar  | 31     | +18.452             | 6    |        |
| 16  | 5  | Jake Hughes            | McLaren-Nissan   | 31     | +18.996             | 16   |        |
| 17  | 4  | Robin Frijns           | Envision-Jaguar  | 31     | +19.106             | 9    |        |
| 18  | 3  | Sérgio Sette Câmara    | ERT              | 31     | +24.573             | 11   |        |
| 19  | 1  | Jake Dennis            | Andretti-Porsche | 31     | +32.032             | 18   |        |
| 20  | 18 | Jehan Daruvala         | Maserati         | 31     | +1:12.269           | 10   |        |
| DNF | 51 | Nico Müller            | Abt-Mahindra     | 23     | Ongeluk             | 21   |        |
| DNF | 48 | Edoardo Mortara        | Mahindra         | 3      | Ongeluk             | 12   |        |

## Tussenstanden wereldkampioenschap

### Coureurs
| Positie | No. | Rijder                 | Team             | Punten |
| ------- | --- | ---------------------- | ---------------- | ------ |
| 01      | 94  | Pascal Wehrlein        | Porsche          | 102    |
| 02      | 37  | Nick Cassidy           | Jaguar           | 95     |
| 03      | 1   | Jake Dennis            | Andretti-Porsche | 89     |
| 04      | 22  | Oliver Rowland         | Nissan           | 88     |
| 05      | 9   | Mitch Evans            | Jaguar           | 77     |
| 06      | 7   | Maximilian Günther     | Maserati         | 65     |
| 07      | 25  | Jean-Éric Vergne       | DS               | 65     |
| 08      | 8   | Sam Bird               | McLaren-Nissan   | 38     |
| 09      | 2   | Stoffel Vandoorne      | DS               | 37     |
| 10      | 13  | António Félix da Costa | Porsche          | 26     |

### Teams
| Positie | Team             | Punten |
| ------- | ---------------- | ------ |
| 01      | Jaguar           | 172    |
| 02      | Porsche          | 128    |
| 03      | Andretti-Porsche | 113    |
| 04      | Nissan           | 112    |
| 05      | DS               | 102    |
| 06      | Maserati         | 67     |
| 07      | McLaren-Nissan   | 63     |
| 08      | Envision-Jaguar  | 41     |
| 09      | ERT              | 23     |
| 10      | Abt-Mahindra     | 19     |

### Constructeurs
| Pos. | Constructeur | Punten |
| ---- | ------------ | ------ |
| 01   | Porsche      | 207    |
| 02   | Jaguar       | 201    |
| 03   | Nissan       | 166    |
| 04   | Stellantis   | 155    |
| 05   | ERT          | 23     |
| 06   | Mahindra     | 19     |